# Wiktoryn (województwo kujawsko-pomorskie)
Wiktoryn – wieś w Polsce położona w województwie kujawsko-pomorskim, w powiecie aleksandrowskim, w gminie Waganiec.
W latach 1975–1998 miejscowość należała administracyjnie do województwa włocławskiego.
Wieś sołecka – zobacz jednostki pomocnicze gminy Waganiec w BIP.

## Demografia
| 2009   | 2009    | 2009      | 2011   | 2011    | 2011      |
| ------ | ------- | --------- | ------ | ------- | --------- |
| ogółem | kobiety | mężczyźni | ogółem | kobiety | mężczyźni |
| 153    | 65      | 88        | 147    | 65      | 82        |

## Historia
Wiktoryn wieś w powiecie nieszawskim, gminie Bądkowo, parafii Zbrachlin. W roku 1882 posiadał 180 mieszkańców, 333 mórg włościańskich.